# Alessandro Abondio

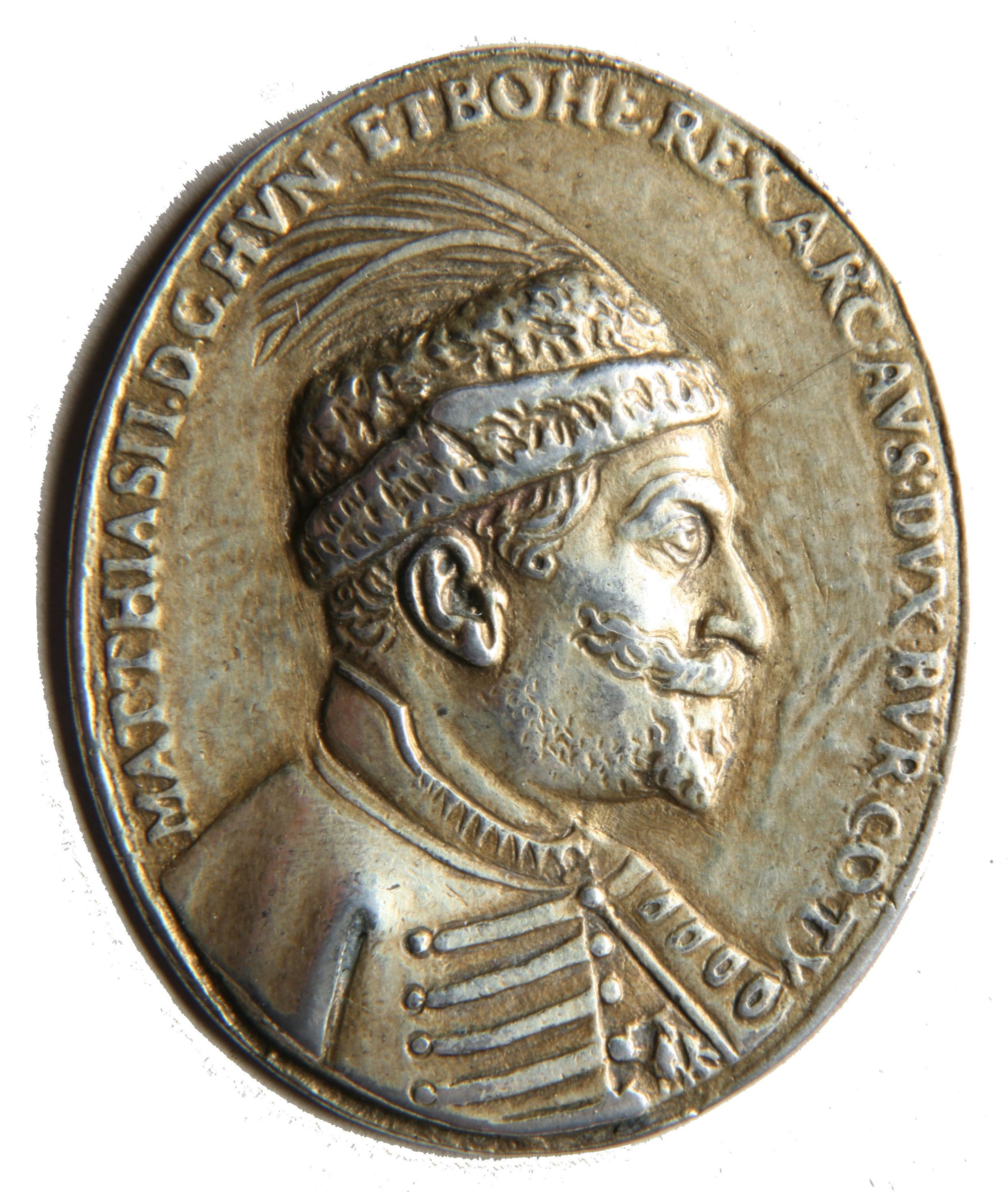
Císař Matyáš Habsburský v uherském kroji, medaile, zlacené stříbro, Praha 1610–1612

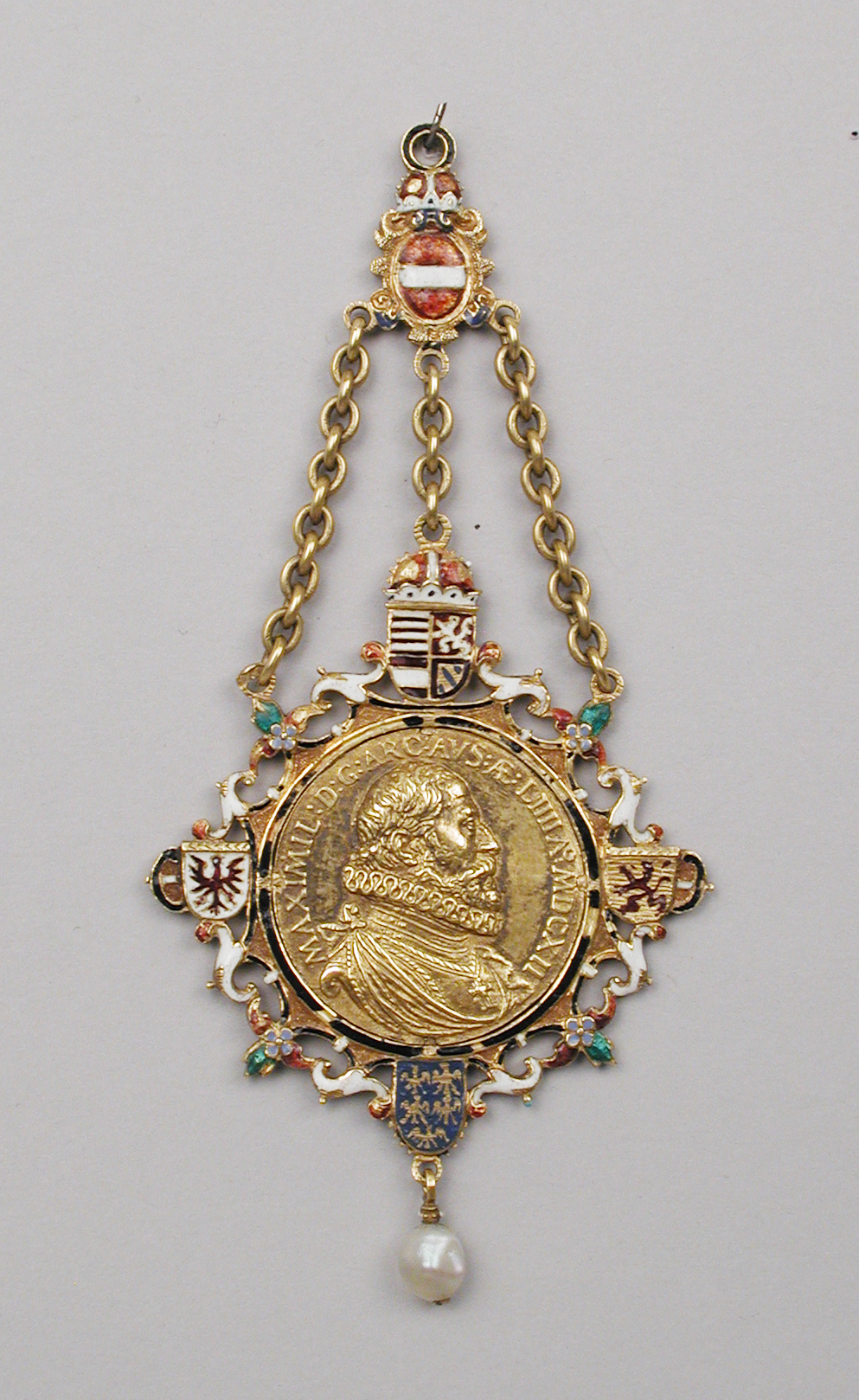
Pamětní medaile arcivévody Maxmiliána I. Bavorského ve zlatnické montáži

Alessandro Abondio, také Abondi (kolem 1570 Praha, pohřben 29. dubna 1648 Mnichov) byl italský medailér, ceroplastik a zlatník, zejména portrétista, syn dvorního umělce Antonia Abondia, dvorní umělec císařů Rudolfa II. (1606–1612), Matyáše I. (1612–1619) a mnichovského arcivévody.

## Život
Vyučil se v Praze a ve Vídni, pravděpodobně v dílně svého otce Antonia Abondiho. Pokračoval v jeho stylu a repertoáru zakázek, převážně reliéfních portrétech ve vosku. Voskové modely byly nutným technickým předstupněm pro odlévání medailí v kovu („na ztraceny vosk“). Na pražském dvoře císaře Rudolfa II. se díky mistrovství Antonia Abondia vedle medailérství a zlatnictví rozvinula specializace modeléra vosku (německy „wachsbossier“), miniaturní voskový portrét v kruhovém medailonu byl kolorován a ponechán jako výsledný artefakt bez medaile. Alessandro otcovu techniku ještě zdokonalil, zjemnil do mikroskopických detailů a získal brzy klientelu v Praze, Vídni a v Innsbrucku, portrétoval šlechtice i členy rodiny Habsbursků.
První práce se datují od roku 1595. V roce 1606 byl již uveden v komorních účtech císaře Rudolfa II. v Praze s platem 20 zlatých a s titulem „císařský sochař a hotovitel obrazů“. Jako sochaře a „bossiera“ jej potvrdil ve svých službách v Praze od roku 1612 také císař Matyáš. V roce 1614 jej hodnotí augsburský umělecký agent Philipp Hainhofer jako slavného a vysoce ceněného mistra. Téhož roku Alessandro vytvořil v Norimberku protějškové voskové portréty manželů Freherových.
Od roku 1619 žil v Mnichově, kde se toho roku oženil s Reginou, dcerou hudebního skladatele Orlanda di Lasso a vdovou po Rudolfově dvorním malíři Hansi von Aachen. Znal ji nepochybně již z Prahy. Získal mnichovské městské právo a říšské občanství s privilegiem pracovat kdekoliv mimo cechy. Zaměstnával jej především arcivévoda Albrecht VI. a kurfiřt Maxmilián I. Bavorský. Přátelil se s Joachimem Sandrartem. V letech 1628–1631 se připomíná ve Vídni a v květnu 1635 v Augsburgu.

## Dílo
- Ceroplastika

Alessandro byl specialistou reliéfních portrétních miniatur, odlévaných z vosku a barvených. Pro modelaci tváří využil poloprůsvitné konzistence vosku v tělovém zabarvení, ostatní části portrétu byly malovány neprůsvitnými temperovými barvami, lokálně bodově zlaceny nebo do nich vtlačovány korálky. Technika se nazývala ceroplastika (z řec. ceros = vosk).
Vlivem velmi křehkého materiálu vosku, který se teplem deformuje, vlhkem plesniví a jeho polychromie se olupuje, přežil jen velmi malý počet prací. Dochovaly se v Bavorském národním muzeu v Mnichově, Victoria & Albert Museum a British Museu v Londýně, v Kunsthistorisches Museu ve Vídni, dále v Padově, Drážďanech a v Kremsmünsteru. Za druhé světové války byla zničena vosková Pieta z roku 1640 z kostela Nejsvětější Trojice v Mnichově.
- Medaile

V Praze vytvořil portrétní medaile císařů Rudolfa II. a Matyáše (v numismatické sbírce Národního muzea v Praze). Dochované pamětní medaile ve šperkařské zlatnické montáži, zhotovované pro příslušníky říšské nobility, dosvědčují zlatnické mistrovství.